# Gaborone
Gaborone är huvudstad i Botswana och hade cirka 230 000 invånare vid folkräkningen 2011. Staden är belägen i sydöstra delen av landet, 15 km från gränsen till Sydafrika, och är huvudort i det urbana distriktet Gaborone.
Gaborone är en viktig handelsort och administrationscentrum i Botswana. Staden betjänas av den internationella flygplatsen Sir Seretse Khama International Airport. Här finns ett universitet, samt nationalmuseum och konstgalleri.

## Historia
Gaborone ersatte Mafeking som huvudstad i Bechuanaland 1965. Mafeking låg utanför Bechuanaland (i dagens Sydafrika) och när Botswana skulle bli självständigt behövdes en huvudstad inom landets gränser, då det glest befolkade landet saknade större städer. Vid denna tid var Gaborone bara en mindre landsort och brittisk militär utpost längs järnvägen mellan Mafeking och Bulawayo. Staden planerades och byggdes med brittisk hjälp. Den hette fram till 1969 Gaberones.

## Klimat
Uppmätta normala temperaturer och -nederbörd i Gaborone:
|                                            | Jan  | Feb  | Mar  | Apr  | Maj  | Jun  | Jul  | Aug  | Sep  | Okt  | Nov  | Dec  |
| ------------------------------------------ | ---- | ---- | ---- | ---- | ---- | ---- | ---- | ---- | ---- | ---- | ---- | ---- |
| Normaldygnets maximitemperaturs medelvärde | 32,7 | 32,1 | 30,8 | 28,4 | 25,6 | 23,1 | 22,9 | 26,2 | 30,0 | 32,0 | 32,3 | 32,5 |
| Normaldygnets minimitemperaturs medelvärde | 19,7 | 19,3 | 17,4 | 13,5 | 8,3  | 5,0  | 4,4  | 7,5  | 12,3 | 16,3 | 17,7 | 18,8 |
|                                            |      |      |      |      |      |      |      |      |      |      |      |      |
| Nederbörd                                  | 32,5 | 30,2 | 20,9 | 12,9 | 8,4  | 10,2 | 0,4  | 4,8  | 6,1  | 13,1 | 17,3 | 32,9 |

| Diagram | temperaturer i °C • månadsnederbörd i mm | temperaturer i °C • månadsnederbörd i mm | temperaturer i °C • månadsnederbörd i mm | temperaturer i °C • månadsnederbörd i mm | temperaturer i °C • månadsnederbörd i mm | temperaturer i °C • månadsnederbörd i mm | temperaturer i °C • månadsnederbörd i mm | temperaturer i °C • månadsnederbörd i mm | temperaturer i °C • månadsnederbörd i mm | temperaturer i °C • månadsnederbörd i mm | temperaturer i °C • månadsnederbörd i mm | temperaturer i °C • månadsnederbörd i mm |
|         | 33 20                                    | 30 32 19                                 | 21 31 17                                 | 13 28 14                                 | 8 26 8                                   | 10 23 5                                  | 0 23 4                                   | 5 26 8                                   | 6 30 12                                  | 13 32 16                                 | 17 32 18                                 | 33 19                                    |

## Sport
Mafolofolo Volleyball Club har sitt säte i staden. Klubben har vunnit de botswanska mästerskapet i volleyboll flera gånger och som bäst blivit fyra i Women's African Club Championship.